# (233653) Rether
(233653) Rether ist ein Asteroid des äußeren Hauptgürtels, der am 23. August 2008 vom deutschen Hobbyastronomen Rolf Apitzsch am 335-mm-Newtonteleskop seines privaten Observatoriums Wildberg in Wildberg im Nordschwarzwald (IAU-Code 198) entdeckt wurde. Der Asteroid hatte bei seiner Entdeckung eine scheinbare Helligkeit von 19,1 mag.
Der Asteroid gehört zur Euphrosyne-Familie, einer Gruppe von Asteroiden, die nach (31) Euphrosyne benannt wurde. Die Umlaufbahn von (233653) Rether um die Sonne ist mit mehr als 27° stark gegenüber der Ekliptik des Sonnensystems geneigt, was typisch für Mitglieder der Euphrosyne-Familie ist.
(233653) Rether wurde am 15. Juni 2011 nach dem Kabarettisten Hagen Rether benannt.